# Daniel Felton

Bischofswappen von Daniel John Felton

Daniel John Felton (* 5. Februar 1955 in Portsmouth, Virginia) ist ein US-amerikanischer Geistlicher und römisch-katholischer Bischof von Duluth.

## Leben
Daniel Felton besuchte die St. Edward School in Mackville und die Appleton West High School in Appleton sowie von 1973 bis 1977 das Saint Norbert College in De Pere, an dem er einen Bachelor im Fach Religionswissenschaft erwarb. Anschließend studierte er Katholische Theologie an der Saint John’s University in Collegeville. Felton empfing am 13. Juni 1981 durch den Bischof von Green Bay, Aloysius John Wycislo, das Sakrament der Priesterweihe.
Von 1981 bis 1985 war Daniel Felton als Pfarrvikar der Pfarrei Holy Innocents in Manitowoc tätig, bevor er beim Catholic Telecommunications Network of America (CTNA) in New York City Direktor für die Beziehungen zu den Affiliates wurde. 1987 wurde Felton für weiterführende Studien nach Rom entsandt, wo er 1990 an der Päpstlichen Universität Gregoriana ein Lizenziat im Fach Katholische Theologie und einen Master im Fach Kommunikationswissenschaft erwarb. Neben seinem Studium wirkte er von 1987 bis 1990 als Rom-Korrespondent für das Catholic Telecommunications Network of America. Nach der Rückkehr in seine Heimat wurde Daniel Felton Pfarrer der Pfarrei Saint Raphael the Archangel in Oshkosh. Anschließend war er als Pfarrer der Pfarreien Saint Francis of Assisi in Manitowoc (2004–2011) sowie Saint Edward in Mackville, Saint Mary in Greenville und Saint Nicholas in Freedom (2011–2014) tätig. Seit 2014 war Felton Generalvikar des Bistums Green Bay und Moderator der Diözesankurie. Ferner war er Mitglied des Priesterrats, des Konsultorenkollegiums, des Diocesan Finance Committee und des Personalrats.
Am 7. April 2021 ernannte ihn Papst Franziskus zum Bischof von Duluth. Der Erzbischof von Saint Paul and Minneapolis, Bernard Hebda, spendete ihm am 20. Mai desselben Jahres in der Kathedrale Our Lady of the Rosary in Duluth die Bischofsweihe; Mitkonsekratoren waren der Bischof von Springfield in Illinois, Thomas John Paprocki, und der Bischof von Green Bay, David Ricken. Sein Wahlspruch Believe in the Good News („Glaubt an die gute Nachricht!“) stammt aus Mk 1,15 .